# Бокейханов Аліхан Нурмухамедович
Бокейханов Аліхан Нурмухамедович (каз. Әлихан Нұрмұхамедұлы Бөкейхан(ов)) (нар.5 березня, 1866 — пом.27 вересня, 1937) — казахський державний діяч, викладач, етнограф та журналіст. Більш відомий як лідер партії «Алаш» та як голова уряду Алашської автономії.